# محمد بن ناصر السياري
محمد بن ناصر السياري (1331- 1400هـ / 1912 -1980م ) شاعر سعودي، وأحد الشعراء الذين برزوا في الشعر النبطي خلال القرن الرابع عشر الهجري /العشرون الميلادي، ولد في أوائل سنة 1331هـ/ 1912م، كان من أصدقائه الشاعر والمؤرخ عبد الله بن خميس، وممن عمل مع خالد بن عبد العزيز آل سعود لأكثر من خمسين عام، ثم بات في معية ابنه بندر بن خالد بن عبد العزيز آل سعود، توفي في تاريخ 13/ 10/ 1400هـ الموافق 24/ 8/ 1980م.

## نسبه ومولده
هو محمد بن ناصر بن صقر السياري من الجبور من بني خالد، ولد في أول عام 1331هـ/ 1912م في البطين ببلدة ضرما إحدى المحافظات التابعة لمنطقة الرياض وفيها نشأ وترعرع. 

## نشأته وأسرته
نشأ السياري يتيمًا فقد توفي والده في عمر صغير لم يتجاوز العشرين عامًا، ولما بلغ سن التمييز تم إلحاقه بالكتاتيب فتعلم فيها القراءة والكتابة والقرآن، ثم انتقل بعد ذلك إلى الحياة العملية فاشتغل في الزراعة، ثم في الصيد الذي تعرف خلاله على الملك خالد بن عبد العزيز إذ كان كلاهما من محبي هذه الهواية. خلف من الأبناء الذكور أربعة أولاد جميعهم ورثوا عنه موهبة كتابة الشعر النبطي هم عبد الله وإبراهيم وناصر وفهد.  

## قيل عنه
قال عنه الشاعر والمؤرخ عبد الله بن خميس: "من الرجال الذين لهم قدم صدق في المروءة والهمة ومكارم الأخلاق قضى شطرًا كبيرًا من حياته قانصًا ماهرًا في جبال طويق وقممه وشماريخه يغادي الصيد هناك ويراوحه وله من حدة البصر وقوة البنية وعرامة الشباب ما يساعده على ذلك.... مقبول المنظر والمخبر له ابتسامة لا تفارق شفته يقابل بها ضيفه وصديقه وتشرق بها أساريره وينضح بها جبينه".
ووصفه حفيده خالد بن عبد الله بن محمد السياري في مقدمة الطبعة الثانية من ديوان شعره المعنون بــ " ديوان محمد بن ناصر بن صقر السياري، الذي تولى بنفسه جمع قصائده وترتيبها و الإشراف على إخراجه قائلًا: " كان جدي ثاقب النظر نافذ البصيرة، ذا قلب يفيض بالشعر وروح كضوع العطر".

## شعره
طرق محمد السياري في نظم قصائده أغراضاً متعددة من الشعر كالغزل و المراثي والنقائض والوطنيات، ولكنه برز في الشعر الحربي فقد اشتهر بالعديد من القصائد الشعرية الحربية فبعضها لا يزال شعار العرضة يتغنون بها اليوم عند تأدية رقصة العرضة منها قصيدة "حامي وطنّا" التي من أبياتها:
وقصيدة "حماة الوطن" التي من أبياتها

## وفاته
توفي في يوم الأحد تاريخ 13/ 10/ 1400هـ الموافق 24/ 8/ 1980م.